# Augustinerkloster Konitz
Das Augustinerkloster war eine Niederlassung der Augustiner-Eremiten in Konitz (Conitz, Chojnice) in Preußen von 1356 bis 1527 und von 1620 bis 1819.

## Lage
Das Kloster befand sich auf einer Halbinsel (Königswerder) vor der mittelalterlichen Stadtmauer. Die Kirche von 1786/94 ist erhalten .

## Geschichte

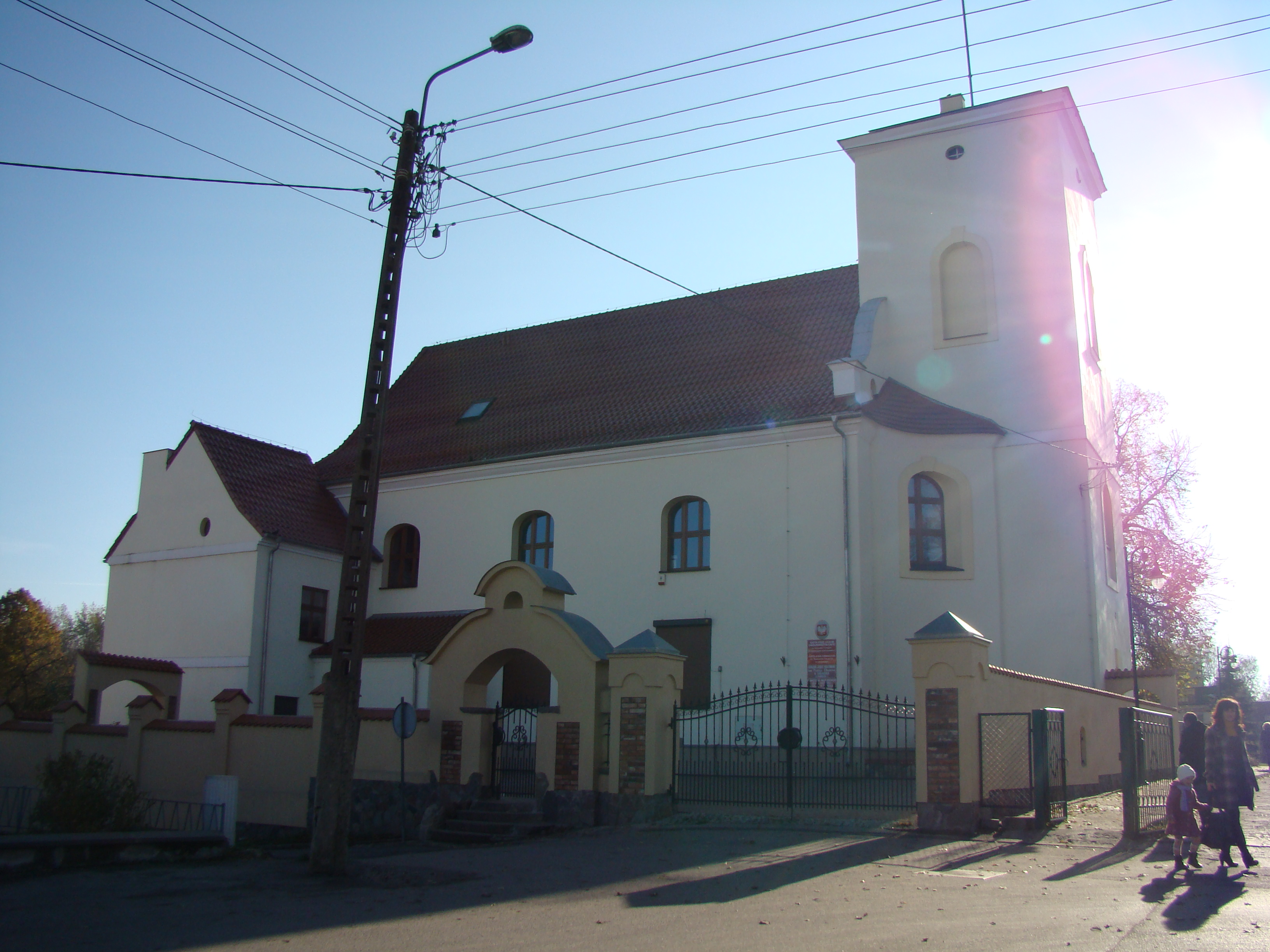
Ehemalige Klosterkirche von 1794

1356 gründete der Hochmeister des Deutschen Ordens Winrich von Kniprode ein Kloster in Conitz. Es war das einzige der Stadt im Mittelalter und das zweite des Augustinerordens im Ordensland Preußen nach Rößel. Die ersten Mönche kamen aus Stargard. Von 1365 ist eine Stiftungsurkunde erhalten. Das Kloster erhielt Stiftungen und Schenkungen, vor allem von Bürgern, auch aus Danzig, und besaß kleinen Landbesitz (Wiese, Acker). Seit 1384 gab es jährliche Wallfahrten zu Reliquien des Heiligen Kreuzes und Blutes Christi in der Klosterkirche mit einem Ablassversprechen für die Gläubigen.
Der Konvent war klein und hatte wahrscheinlich meist weniger als zwölf Mitglieder.
1518 war das Kloster verlassen, danach kehrten einige Mönche zurück, gingen aber um 1527 wieder. 1555 waren Kirche und Gebäude abgebrochen und konnten von neuen Mönchen nicht genutzt werden.
Um 1620 wurde das Kloster neu gegründet. 1655 lebten acht Mönche hier. 1657 wurde es durch schwedische Truppen schwer beschädigt und danach wieder aufgebaut. Im 18. Jahrhundert wurde eine neue Kirche gebaut. 1801 gab es acht Ordensbrüder.
1819 wurde das Kloster durch die preußischen Behörden geschlossen, der einzige verbliebene Mönch verließ den Ort. Die Gebäude und ein Teil des Besitzes wurden dem Gymnasium übergeben. Die Klausurgebäude wurden zu Schülerwohnungen umgebaut und später abgerissen und durch neue ersetzt. In der Kirche wurde ein Konvikt in zwei Etagen mit Wohnungen eingerichtet.
Sie wird heute vom Katholischen Gymnasium (Katolickie Lieceum Ogòlnokształcace im. Romualda Traugutta) als Schulgebäude genutzt.